# 板垣坂バイパス
板垣坂バイパス（いたがきざかバイパス）は、福井県今立郡池田町板垣から越前市（旧今立町）南坂下町に至る延長3,450mの一般国道417号バイパスである。

## 概要
国道417号の福井県今立郡池田町板垣から越前市南坂下町までの板垣トンネル（板垣峠）を通行する現道区間（約6.1㎞）は、1.8㎞が道路勾配7%以上、曲線半径50m以下の急カーブが17箇所、斜面防災対策必要箇所が8箇所と、豪雪地帯であるにも関わらず、急勾配・線形不良区間が連続しており、車両の円滑な交通に支障をきたしていた。また、足羽川ダム建設に伴う池田町地域活性化施策の一環として、観光の振興、水源地域の振興、池田町外への通勤・買い物対策に貢献するため、福井県が国道417号道路改良事業として、全長2,475mの新板垣トンネルを含むバイパス道路を建設し、安全で円滑な道路交通の確保と、より強靭な緊急輸送道路とするものである。
本バイパスの整備に伴い、最急カーブが曲線半径16.0mから曲線半径80.0mに緩和され、10箇所あった急カーブも解消されるほか、最急勾配10%が6.9%に緩和され、走行距離も6.1kmから3.5kmに短縮されることで、通行時間が約9分から約4分へ約5分短縮される。
2024年（令和6年）11月24日、10時30分から新板垣トンネルの池田側坑口前で開通式典とテープカットが行われ、同日15時から供用開始した。

### 路線データ
- 起点：福井県今立郡池田町板垣
- 終点：福井県越前市南坂下町
- 事業延長：3,450m
- 道路規格：第3種第4級
- 設計速度：50km/h
- 車線数：2車線
- 道路幅員：幅員8.5m（車道幅員5.5m）
- 事業期間：2017年度（平成29年度） - 2024年度（令和6年度）
- 計画交通量：1,500台/日
- 総事業費：約90億円

## 沿革
- 2017年（平成29年）：着工。
- 2020年（令和2年）6月：新板垣トンネル（仮称）池田工区掘削開始。
- 2021年（令和3年）6月：新板垣トンネル（仮称）越前工区掘削開始。
- 2022年（令和4年）
  - 2月24日：新板垣トンネル（仮称）貫通[7]。
  - 4月21日：新板垣トンネル（仮称）貫通式を実施[7]。
- 2024年（令和6年）11月24日：供用開始[8][9][10]。

## 主な構造物
- 新板垣トンネル：2,475m（NATM工法：発破掘削）
- 板垣川橋：12.6m（PCプレテン単純中空床版橋）
- 新南坂下橋：16.5m（PCプレテン単純中空床版橋）

## 参考資料
- 令和4年度事業評価結果（課・室）総括表、福井県ホームページ
- 一般国道 417号 板垣坂バイパス パンフレット、福井県丹南土木事務所